# Mate Balota
Mijo Mirković (Rakalj, 28. rujna 1898. – Zagreb, 17. veljače 1963.), poznat pod pseudonimom Mate Balota, bio  je hrvatski akademik, književnik, ekonomist, sveučilišni profesor i novinar. Surađivao je s puljskim dnevnikom Hrvatskim listom.
Bio je profesor subotičkog Pravnog fakulteta kao ekonomski povjesničar. Ondje je predavao u razdoblju između prvog i drugog svjetskog rata. Bio je sudionik antifašističke borbe 1941. Poslije je predavao u Beogradu i u Zagrebu. Član je izaslanstva FNRJ na ministarskoj konferenciji u Londonu i Parizu 1946. i Mirovnoj konferenciji u Parizu 1946, poslije stalni delegat Ekononomskog i socijalnog vijeća UN-a. Bavio se i publicistikom i poezijom.

## Životopis
Iz istarskog sela Raklja, smještenog nad slikovitim Raškim zaljevom, potekao je Mijo Mirković – Mate Balota. Na nadgrobnoj ploči uz nadnevak rođenja, Rakalj, 28. rujna 1898., i smrti, Zagreb, 17. veljače 1963., piše da ondje počiva: težak, ribar, mornar, akademik, pjesnik, prvi Rakljan ki je napisal 50 knjig. Stoji i to, vrlo važno za Mirkovićev životopis, da je pokopan uz zvuke dragih roženic.
Objavljujući već kao đak u pazinskom listu Nada, Mijo Mirković služio se raznim pseudonimima. Mnogi suvremenici nisu ni znali da imena Mirković i Balota kriju istu osobu. Prvu pjesmu sročio je s devet godina. Tema, kao i drugih Balotinih pjesama, bio je težak život ribara i mornara. Već s devet godina ukrcao se na talijanski trabakul kojim je prevožen kamen. Radio je kao kamenolomac i miner, radnik na željezničkoj pruzi u Moravskoj. Bio je slagar u tiskari, novinar i urednik lista u Puli te dopisnik domaćih i inozemnih listova. Školovao se u Čehoslovačkoj, gdje je završio klasičnu gimnaziju, i Njemačkoj, gdje je diplomirao i doktorirao ekonomske i društvene znanosti. I nakon završetka najvišega školovanja morao je najprije obavljati ribarske i konobarske poslove, a tek poslije sveučilišno-profesorske, i to najdulje na Ekonomskom fakultetu u Zagrebu.
Kao znanstvenik najprije se predstavio uspjelom obranom doktorske disertacije O glavnom uzroku ograničene gospodarske djelotvornosti slavenskih naroda 1923. na Sveučilištu u Frankfurtu na Majni. S područja kulturne povijesti Mirković je 1960. objavio veliku znanstvenu monografiju Matija Vlačić Ilirik (Flacius), o istaknutom hrvatskom i europskom latinistu i reformatoru 16. stoljeća. Za tu je knjigu dobio nagradu Hrvatskoga sabora za životno djelo. U hrvatskoj književnosti Mirković je pod pseudonimom Mate Balota zauzeo istaknuto mjesto svojom zbirkom čakavskih pjesama Dragi kamen, romanom Tijesna zemlja, monografijama Stara Pazinska gimnazija i Puna je Pula te drugim proznim tekstovima. U Dragom kamenu Balota je ispjevao odu zavičaju, majci, ocu i ljudima svoga kraja te, uz Pera Ljubića i Dragu Gervaisa, dao temeljni pečat ponovnom procvatu čakavske poezije. Impresivnim umjetničkim jezikom on je u književno djelo ugradio i svoje izvrsne gospodarske studije o Raklju, Puli i Istri s kraja 19. i početka 20. stoljeća.
Mirkovićev domoljubni rad bio je osobito intenzivan od kraja I. do kraja II. svjetskog rata, a vrhunac je postigao na Pariškoj mirovnoj konferenciji 1946. Na njoj se, kao voditelj domaćih stručnjaka za etnička, gospodarska i geografska pitanja znanastvenim argumentima i domoljubnim žarom, izborio za međunarodno priznanje sjedinjenja Istre s Hrvatskom u sastavu ondašnje Jugoslavije, što je jedino i bilo moguće.

## Djela
Znanstvenom je području pridonio nizom djela iz područja ekonomije i ekonomske povijesti, a hrvatskom umjetničkom području nekolicinom knjiga pjesama i proze.
- "Dragi kamen" (Pododobor Matice hrvatske, Zagreb, 1938.), zbirka pjesama; uredio, rječnik i bilješke sastavio Hijacint Petris,
- "Tijesna zemlja. Roman iz istarskog narodnog života" (Istarska nakladna zadruga, Rijeka, 1946.),
- “Dragi kamen” (II. dopunjeno izdanje. Matica Hrvatska, Zagreb, 1947.), uredio, rječnik i bilješke sastavio Hijacint Petris,
- "Stara pazinska gimnazija” (Državno izdavačko poduzeće Hrvatske, Zagreb, 1950.), memoaristika,
- "Puna je Pula" (Zora, zagreb, 1954.), povijesna publicistika, memoaristika,
- “Proza i poezija” (Matica hrvatska – pododbor u Rijeci, Rijeka, 1959.), uredio, bibliografiju sastavio i predgovor napisao Tone Peruško,
- "Puna je Pula" (II. izdanje, Jugoslavenska akademija znanosti i umjetnosti, Zagreb, 1960.),
- “Smrtni grijeh” (1964.), drama,
- “Dragi kamen” (IV. izdanje, Matica hrvatska Pula i NP “Glas Istre” Pula, Pula 1971.), uredio i pogovor napisao Mario Kalčić,
- “Dragi kamen” (V. izdanje, Matica hrvatska Pula i NP “Glas Istre” Pula, Pula 1972.), uredio i pogovor napisao Mario Kalčić,
- “Na crvenoj istarskoj zemlji” (“Dragi kamen” – šesto izdanje; “Istra kroz stoljeća”, Čakavski sabor i “Otokar Keršovani”, Pula-Rijeka, 1979.), izbor iz djela,
- “Puna je Pula” (III. izdanje; “Istra kroz stoljeća”, Čakavski sabor, “Istarska naklada”, “Otokar Keršovani”, “Edit”, Centro di ricerche storiche, IKRO “Mladost”, Pula-Rijeka-Rovinj-Zagreb, 1981.),
- "Stara pazinska gimnazija” (II. izdanje; “Istra kroz stoljeća”, Čakavski sabor, “Istarska naklada”, “Otokar Keršovani”, “Edit”, Centro di ricerche storiche di Rovigno, IKRO “Mladost”, Pula-Rijeka-Rovinj-Zagreb, Pula, 1984.),
- “Dragi kamen” (VII. zasebno izdanje i u Zborniku radova šesnaestog skupa “Susreti na dragom kamenu”. Izdavači: Susreti na dragom kamenu, RO Festival jzgoslavenskog igranog filma u Puli i OOUR Studij ekonomije i turizma "Dr. Mijo Mirković" Pula, Pula 1988., uredio i za tisak priredio Mirko Urošević)

## Poveznice
- Mirković, Mijo (Miho, književni pseudonim Mate Balota) Hrvatska enciklopedija. LZMK
- LZMK / Proleksis enciklopedija: Mirković, Mijo (pseud. Mate Balota)
- LZMK / Istarska enciklopedija: Mirković, Mijo (Miho, pseud. Mate Balota)
- LZMK / Krležijana: Mirković, Mijo (knjiž. pseudonim M. Balota)  Arhivirana inačica izvorne stranice od 28. rujna 2015. (Wayback Machine)
- Istrapedia – Mirković, Mijo (Mate Balota)